# NGC 2658
NGC 2658 (другие обозначения — OCL 723, ESO 432-SC4) — рассеянное скопление в созвездии Компаса. Открыто Джеймсом Данлопом в 1826 году.
По результатам анализа изохрон скопления, NGC 2658 имеет следующие параметры. Скопление удалено на 4,6 килопарсека от Земли и на 10,7 килопарсек от центра Галактики, а его расстояние до плоскости Галактики составляет 490 парсек. Возраст скопления составляет около 320 миллионов лет. Величина межзвёздного покраснения в цвете B−V равна 0,35m. В скоплении есть две химически пекулярных звезды класса A0 Si.
Этот объект входит в число перечисленных в оригинальной редакции «Нового общего каталога».